# Deparia otomasui
Deparia otomasui är en majbräkenväxtart som först beskrevs av Satoru Kurata och som fick sitt nu gällande namn av Shunsuke Serizawa.
Deparia otomasui ingår i släktet Deparia och familjen Athyriaceae. Inga underarter finns listade i Catalogue of Life.